# 寧化直隸州
寧化直隸州，是明代交阯承宣布政使司下轄的一個直隸州，領赤土縣、車來縣、瑰縣三個縣。治約在今越南寧平省。

## 沿革
- 永樂九年十一月己巳，設寧化直隸州，領赤土、車來二縣[2]。
- 後又置瑰縣[3][4][5][6]。
- 永樂十四年二月辛巳，設寧化州之雞江口巡檢司[7]。
- 永樂十七年九月乙卯，廢赤土縣、瑰縣入本州[8]。